# 辜鸿铭
辜鸿铭（1857年7月18日—1928年4月30日），名汤生，字鸿铭，以字行，号立诚，自称慵人、东西南北人，又别署为汉滨读易者，英属海峽殖民地槟榔屿人（今馬來西亞檳城），留學英、德、法國14年後，在晚清的西式學校裡掌英語教職，包括武昌自強學堂英語教習、上海南洋公學教務長、北京大學英國文學教授，亦是張之洞在教育事務的幕僚。因其學博中西，故人稱「清末怪傑」、「清末狂儒」，為當時精通西洋科學、語言兼及東方華學的中國第一人。他翻译了四书之三部——《论语》、《中庸》和《大学》；并著有《清流傳》（又名《中国的牛津运动》）和《春秋大义》（又名《中国人的精神》）等书。自称「一生四洋」，即「生在南洋，学在西洋，婚在东洋，仕在北洋」。

## 姓名
辜鸿铭曾用過很多英文名，初用Koh Hong-beng，回国用Ku Hweng-Ming，另外还有Kaw Hong Beng、Amoy Ku，但最为人知的是Tomson。

## 生平

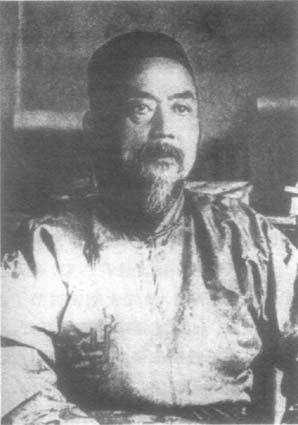
辜鸿铭

### 早年經歷
1857年7月18日，辜鸿铭出生于英国殖民地槟榔屿的一个橡胶园内。祖籍福建同安县，具體地點存在爭議。学界有厦门翔安、漳州龍海白礁（兩地均屬清代同安县）数种说法。辜鸿铭自称为“‘厦门辜汤生’（TomsonAmoy）”。1908年英国伦敦出版，马来亚雪兰莪博物馆馆长H.C.罗宾逊编撰的书籍中，其家族祖籍地记为：“来自中国福建省泉州府同安縣辜厝村”，是为清代泉州府同安縣永丰乡长兴里辜宅保，即今厦门市翔安区新圩镇古宅村。曾祖父辜禮歡早年移居东南亚，定居、逝世于槟榔屿。曾祖母颜梅娘（GuanBo⁃eyNeoh），是出身吉打的马来女子。祖父辜龙池，祖母GohKooiNeoh。父亲辜紫云是经营橡胶园的“经理”。辜紫云妻子，即辜鸿铭生母的身份在传闻中，有“英妇”、“葡萄牙女人”等说法，但均未见史料记载。
1867年，辜鸿铭10岁时随其义父、橡胶园主英国商人布朗前往苏格兰。布朗告诉他：「现在欧洲国家和美国都想侵略中国，所以那些国家的学者都在努力钻研中国文化；希望你日后也能为自己的国家学好中西文化！」
1870年，14岁的辜鸿铭被送往德国学习科学。后回到英国，掌握了英文、德文、法文、拉丁文同希腊文，并于1873年考入爱丁堡大学文学院攻读西方文学专业，得到時任校长、著名作家、历史学家、哲学家的托马斯·卡莱尔的赏识。1877年以优异的成绩获得同校文学硕士学位。
同年，辜鸿铭入德国莱比锡大学，获得土木工程文凭；后赴法国巴黎大学攻读法学。

### 中年
1880年，辜鸿铭结束自己14年的求学历程返回故乡槟城。1881年，他遇到马建忠并与其倾谈三日，思想发生重大改变，随即辞去殖民政府职务，致力於研究中國古典文化。
1885年，辜鸿铭回到中国，被湖广总督张之洞委任为“洋文案”（即外文秘书）。张之洞实施新政、编练新军，也很重视高等教育。在辜鸿铭鼎力谋划下、辜鸿铭拟稿，再呈张之洞审定，于光绪十九年十月二十二日（1893年11月29日）以《设立自强学堂片》上奏光绪皇帝，筹建由国人自力建设、自主管理的高等学府——自强学堂（武汉大学前身），得到钦准。自强学堂正式成立后，蔡锡勇受命担任总办（校长），辜鸿铭任方言（英语）教习。辜鸿铭授课非常受学生欢迎，全校师生景仰，成为自强学堂一代名师。
1905年11月11日，辜鸿铭被任命为上海黄浦江浚浦局（浚治局）督办（「監督」或「總辦」），時荷蘭籍奈格（德·萊克）簽約成為該局總工程師，辜在致信愛丁堡校友骆任廷時直言，奈格入職一事為辜「自從擔任上海的這一職位以來」唯一滿意的一件事。1908年宣统即位，辜任外交部侍郎，1910年，他辞去外交部职务，赴上海任南洋公学教务长。1911年辛亥革命后，辜辞去公职，1915年在北京大学任教授，主讲英国文学。其著作《中国的牛津运动》于1909年出版，《中国人的精神》（《春秋大义》）于1915年出版。

### 晚年
1921年，在纽约时报发表题为‘未开化的美利坚’署名文章。1924年，辜鸿铭赴日本讲学三年，其间曾赴當時處於日本統治下的台湾讲学，受到鹿港辜家創始人辜顯榮的招待。1927年从日本返回中国。1928年4月30日在北京逝世，享年72岁。

## 观点和個人生活
在其著作《中国人的精神》中，辜鸿铭把中国人的优点概括为“温良”（英文：gentleness），并说道：“中华…民族精神不朽的秘密就是中国人心灵与理智的完美谐和。”
辜鸿铭曾一度是坚决的保皇派，即使民国时期在北京大学讲课，仍然留着大辫子，带着书童。他辩称“我许多外国朋友嘲笑我对清室的愚忠，但我之效忠于清室，非仅效忠于吾父及列祖列宗世代生活于其仁政之下的清室，也是经由对清室的效忠而效忠于中国之宗教，效忠于中华民族之文明事业。”辜鸿铭娶了淑姑不到一年，又纳日本大阪心斋桥人吉田贞子为妾。当北京大学校长蔡元培被免职时，他也愤而辞职，曾说：“现在中国只有两个好人，一个是蔡元培先生，一个是我。因为蔡先生点了翰林之后不肯做官，就跑去革命，到现在还是革命。我呢？自从跟张文襄（註：即张之洞）做了前清的官以后，到现在还是保皇。”但他反对袁世凯的洪憲稱帝。
辜鸿铭主张“一夫一妻多妾制”，最出名的比喻是认为一夫多妻是一把茶壶配几只茶杯。但当时诗人徐志摩结婚时，他的妻子陆小曼曾对他说：“志摩！你不能拿辜先生茶壶的譬喻来作借口，你要知道，你不是我的茶壶，乃是我的牙刷，茶壶可以公用，牙刷是不能公用的！”
辜鸿铭的演讲稿《中华文明的复兴与日本》中有中国历史常识錯誤，如其在论及日本武士道时称“田横在被汉高祖逼降而死后，其下門客便多以自杀来表示对主君的忠诚”，又说“在今日中国，真正继承了中华文明之精华的只有浙江和江苏两个省份。所以如此，主要是由于在蒙古入侵的时候，宋朝皇帝同一帮贵族逃到浙江的杭州”。
辜鸿铭在《中国人的精神》中提出“如今要想评估一个文明的价值，我们最应关注的问题不是其所建造的或能建造的城市是如何宏伟，建筑是如何华丽，道路是如何通达；不是其所制造或能制造的家具是如何典雅舒适，仪器、工具或者设备是如何巧妙实用；甚至也与其创造的制度、艺术和科学无关：为了评估一个文明的价值，我们应该探求的问题是人性类型，也即这种文明产生了什么类型的男人和女人。事实上，男人和女人——人的类型——是文明的产物，正是它揭示了文明的本质和个性，可以说，揭示了文明的灵魂。”
辜鸿铭对严复翻译《天演论》及林纾翻译《茶花女》批评道“严复译出《天演论》，使国人只知道物竞天择，优胜劣汰，而不知道尚有公理存在，而今兵连祸结，民不聊生。自林纾译出《茶花女遗事》，国之青年只知道男欢女爱，沉浸其中，而不知尚有礼义存在”。

## 軼事
慈禧太后过生日，他当众脱口而出的“贺诗”是“天子万年，百姓花钱。万寿无疆，百姓遭殃”。
辜鸿铭博通欧洲诸种语言、會英文、德文、法文、拉丁文同希腊文，據说他在英國街頭故意倒拿報紙，有英國人看見，大笑著説：“看這個中國人多笨，報紙都拿倒了，還假裝懂英文。”辜就回嘴説：“你們英文太簡單，拿正著讀，顯不出本事。”然後熟練地倒讀報紙，一口地道的倫敦腔，把英國人都驚獃了。辜鸿铭與外國人見面時，正好在準備供品，叩头祭祖，外国人嘲笑说：「这样做，你的祖先就能吃到供桌上的饭菜了吗？」辜鸿铭马上反唇相讥：「你们在先人墓地摆上鲜花，他们就能闻到花的香味了吗？」言辞敏捷的声名很快在欧美驻华人士中传扬开来。
英国作家毛姆来中国，想见辜。招待毛姆的主人就给辜送去一張便條紙，请他来。可是等了好幾天也不见辜来。毛姆後來知道這位主人是以如此不禮貌的方式邀請辜，就自己寫了一封非常謙遜的信交送，詢問是否可去拜訪。兩小時後，辜就回信答應。一进屋，辜就強力表達他對之前那張便條紙邀請的不滿：
當那哲學家進客廳來時，我即迅速表示我對他容許我拜會他的謝意。他指給我一張椅子，幫我倒茶。“你想見我對我是一种奉承，”他回答，“你的國人只和苦力及買辦交易，他們以為每一個中國人如果不是這一种，就一定是那一种。”我想冒險抗議，但我尚未了解他的真意。他把背倚在椅子上，用一种嘲弄的表情望著我。“他們以為若他們已經點頭示意，我們就一定會去。”我知道他仍然對我朋友不合宜的通知感到不滿。我不知道應怎樣回答，喃喃地說了一些恭維話。——林語堂《信仰之旅》(From Pagan to Christian)第二章 大旅行的開始
袁世凱出身行伍，喜歡強調自己沒學問但是善於實幹。他曾經向德國公使吹噓説：“張中堂（張之洞，是探花出身） 是講學問的；我是不講學問的，我是講辦事的。”袁世凱的幕僚將這件事得意地告訴辜鴻銘。辜鴻銘不假思索地回答：“老媽子倒馬桶，固用不著學問；除倒馬桶外，我不知天下有何事是無學問的人可以辦得好。”後袁世凱死，全國舉哀三天，辜鴻銘却特意请来一个戏班，在家大開堂會，熱鬧了三天。 
辜鴻銘在北京大學任教，人稱“辜瘋子”。他總是梳著辮子，走進教室，學生們一片哄堂大笑，辜平靜地說：「我頭上的辮子是有形的，你們心中的辮子卻是無形的。」聞聽此言，北大學生一片靜默。
據林語堂在其英文小說《京華煙雲》（Moment in Peking，又譯作《瞬息京華》）裡所述，辜鴻銘愛吃外國菜，也愛看外國電影。曾經在戲院裡看到一幕女婦人赴宴的場面說「看看這些外國女人！上半身，有了身體不穿什麼，下半身，身體之外，反拖著衣裙來，上無襖，下無褲！」，因此和在場的外國人士吵了起來。
据傳，曾經和泰戈爾同年提名諾貝爾文學獎，也是中國第一個被諾貝爾文學奬提名的人，但近些年来据学者考证，这极大可能是一个谣传。

## 评价
“英文文字超越出众，二百年来，未见其右。造词、用字，皆属上乘。总而言之，有辜先生之超越思想，始有其异人之文采。鸿铭亦可谓出类拔萃，人中铮铮之怪杰。”——林语堂
“一个鼓吹君主主义的造反派，一个以孔教为人生哲学的浪漫派，一个夸耀自己的奴隶标识（辫子）的独裁者；就是这种自相矛盾，使辜鸿铭成了现代中国最有趣的人物之一。”——温源宁
现在的人看见辜鸿铭拖着辫子，谈着“尊王大义”，一定以为他是向来顽固的。却不知当初辜鸿铭是最先剪辫子的人；当他壮年时，衙门里拜万寿，他坐着不动。后来人家谈革命了，他才把辫子留起来。辛亥革命时，他的辫子还没有养全，他戴着假发结的辫子，坐着马车乱跑，很出风头。这种心理很可研究。当初他是“立异以为高”，如今竟是“久假而不归”了。——胡适在《每周评论》上对辜鸿铭的评价

## 外部連結
- 郝田虎：〈跨越东西方：辜鸿铭与吴宓对弥尔顿的接受（页面存档备份，存于）〉。
- 狂儒辜鴻銘（页面存档备份，存于）：中國國際線上網站上的介紹，並附《中國人的精神》的中文翻譯節選。
- 辜鴻銘生平
- 周作人憶辜鴻銘[]
- 辜鴻銘：「在德不在辮」（页面存档备份，存于） 降大任
- 羅家倫「上書」，辜鴻銘「下課」：一份新見北大檔案的介紹與解讀（页面存档备份，存于） 黃興濤
- 如切如磋，如琢如磨──辜鴻銘《論語譯英文．學而篇》譯筆試論 陳煒舜
- 辜鴻銘：中國文化的自尊與憂患――以《張文襄幕府紀聞》為例 陳堅
- 略談辜鴻銘（页面存档备份，存于）
- 辜鴻銘：非比尋常的一生
- 柏樹胡同26號：昔日辜鴻銘寓所